# Langues à Saint-Martin (royaume des Pays-Bas)
Les langues officielles de la partie néerlandaise de l'île de Saint-Martin sont, selon sa constitution de 2010, le néerlandais (qui est utilisé dans les administrations et les écoles) et l'anglais (qui est la langue véhiculaire de l'île sous sa forme créolisée appelée anglais saint-martinois).
Le néerlandais, bien qu'officiel, n'est dans la vie quotidienne que très rarement employé, l'anglais étant utilisé à sa place.
En effet, du fait de la composante cosmopolite de l'île et de la forte influence historique nord américaine, l'anglais, également langue officielle à côté du néerlandais, demeure largement parlé et compris et sert de langue commune à toute l'île. Déjà, en 1843, c'est la langue anglaise qui est la seule familière à l'ensemble de la population de l'île.
Les langues d'enseignement sont le néerlandais et l'anglais.

## Recensement de 2011
Lors du recensement général de la population et de l'habitat de Saint-Martin (royaume des Pays-Bas) réalisé en 2011 les questions démo-linguistiques suivantes ont été posées, :
- « Quelle(s) langue(s) est (sont) habituellement parlée(s) dans ce ménage ? »

...
- « Quelle langue est la plus parlée dans ce ménage ? (seulement une réponse possible) »

Langues les plus parlées (% des ménages) :
1. Anglais : 67,2 % (2001 : 64,3 % et 1992 : 56,3 %)
2. Espagnol : 13,3 % (14,8 % et 17,1 %)
3. Créole français : 10,3 % (10,0 % et 14,1 %)
4. Néerlandais : 3,7 % (4,2 % et 3,9 %)
5. Papiamentu : 1,5 % (2,3 % et 4,2 %)

Langues les plus parlées (% des personnes) :
1. Anglais : 70,1 %
2. Espagnol : 11,6 %
3. Créole français : 9,0 %
4. Néerlandais : 3,6 %
5. Hindi : 1,5 %
6. Papiamentu : 1,3 %

## Recensement de 2001
Le recensement général de la population et de l'habitat des Antilles néerlandaises (incluant Sint Maarten) réalisé en 2001 pose les deux questions démo-linguistiques suivantes :
- "Quelle langue ou quelles langues est/sont habituellement parlées dans ce ménage ? Il est possible de donner plus d'une réponse !"

...
- "Quelle est la langue la plus parlée dans ce ménage ?"[9]

Langues les plus parlées (% des ménages)
1. Anglais : 64,3 %
2. Espagnol : 14,8 %
3. Créole français : 10,0 %
4. Néerlandais : 4,2 %
5. Papiamentu : 2,3 %
6. Français : 1,7 %

Langues les plus parlées (% des personnes)
1. Anglais : 67,5 %
2. Espagnol : 12,9 %
3. Créole français : 8,2 %
4. Néerlandais : 4,2 %
5. Papiamentu : 2,2 %
6. Français : 1,5 %

## Sur Internet
|  | 95 |

|  | 2 |

|  | 1 |